# Antonio Molina (botaniste)
Pour les articles homonymes, voir Antonio Molina.
José Antonio Molina Rosito, né le 28 février 1926 à Tegucigalpa et mort le 23 septembre 2012 dans la même ville, est un botaniste hondurien, professeur à l'École agricole panaméricaine Zamorano.
Pendant sa carrière, il découvre plusieurs nouvelles espèces de plantes au Honduras. L'une d'entre elles, une orchidée (Rhyncholaelia digbyana), a été choisie comme fleur nationale du Honduras en 1969.
Le genre Molinadendron a été baptisé en son honneur.